# Ralf Stahlmann
Ralf Stahlmann (* 10. Februar 1950 in Mennighüffen; † 5. Januar 2023 in Berlin) war ein deutscher Toxikologe und Pharmakologe.

## Leben
Nach dem Abitur, das er in Bad Oeynhausen ablegte, studierte Ralf Stahlmann von 1968 bis 1974 Pharmazie an der Universität Hamburg, daran anschließend bis 1980 an der Freien Universität Berlin (FU) Medizin. Hier wurde er 1981 mit der Schrift Pharmakokinetik und therapeutische Anwendung neuer oraler Cephalosporin-Antibiotika promoviert.

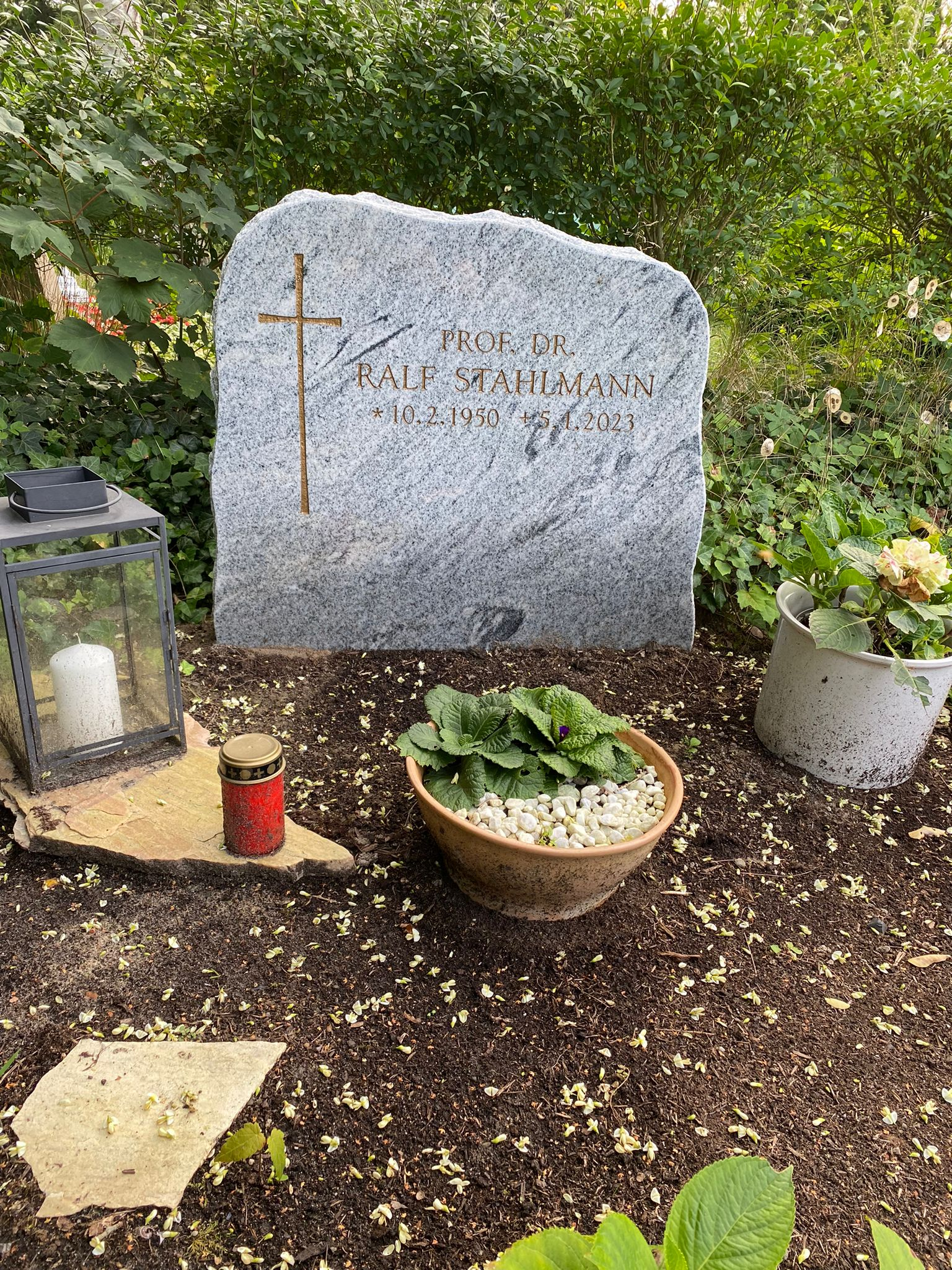
Grabstätte auf dem Friedhof Zehlendorf

Stahlmann arbeitete zunächst bis zum Jahr 2000 als wissenschaftlicher Assistent am Institut für Toxikologie und Embryonalpharmakologie der FU. Hier erfolgte 1989 seine Habilitation zum Thema Untersuchungen zur Reproduktionstoxizität von Chemotherapeutika. In den Jahren 1992 und 1993 lehrte Stahlmann als Gastprofessor am Department of Pharmacology and Toxicology der Purdue University in West Lafayette im US-Bundesstaat Indiana. Ebenfalls 1992 wurde er Mitglied der Paul-Ehrlich-Gesellschaft für Infektionstherapie.
Die FU ernannte Stahlmann 1995 zum außerplanmäßigen Professor. Dabei wirkte er im Fachbereich „Humanmedizin“ von 2000 bis 2010 zunächst als kommissarischer, später dann als stellvertretender Direktor am Institut für Klinische Pharmakologie und Toxikologie der Charité. 2008 führte Stahlmann den Masterstudiengang Toxikologie ein, den er selbst bis 2018 leitete. Von 2005 bis 2021 gehörte er der Ethikkommission der Charité an, darüber hinaus vertrat er Deutschland seit 2015 bei der Europäischen Chemikalienagentur in Helsinki im Ausschuss für Risikobewertung.
Stahlmann forschte schwerpunktmäßig auf dem Gebiet der Arzneimittel- und Reproduktionstoxikologie. Hier konnte er in verschiedenen Forschungsgruppen beispielsweise Erkenntnisse zur Toxikologie von Fluorchinolonen gewinnen. Seine Ergebnisse publizierte er in der Zeitschrift für Infektionstherapie, für die er lange Zeit gemeinsam mit Hartmut Lode aus Herausgeber fungierte.
2015 wurde Stahlmann emeritiert, arbeitete aber weiterhin gastweise an der Charité und begleitete Studierende und Promovierende in dem von ihm initiierten Studiengang.
Privat galt Stahlmanns Interesse der Klassischen Musik und der Fotografie. Er verstarb nach langer, schwerer Krankheit im Alter von 72 Jahren in Berlin-Lichtenrade und hinterließ neben seiner Ehefrau auch zwei Töchter. Seine letzte Ruhestätte fand er auf dem Friedhof Zehlendorf.

## Veröffentlichungen
- 1981: Pharmakokinetik und therapeutische Anwendung neuer oraler Cephalosporin-Antibiotika (Promotionsschrift)
- 1989: Untersuchungen zur Reproduktionstoxizität von Chemotherapeutika (Habilitationsschrift)
- 1989: Chemotherapie mit Tetracyclinen heute, Zett-Verlag, Steinen, ISBN 978-3-926770-01-1 (mit Hartmut Lode)
- 1991: Empfehlungen zur angewandten Infektiologie, Zett-Verlag, Steinen, ISBN 978-3-926770-04-2 (mit Hartmut Lode)
- 1996: Taschenbuch der angewandten Infektiologie, Zett-Verlag, Steinen, ISBN 978-3-926770-09-7 (mit Hartmut Lode)
- 1998: Makrolide: moderne Antibiotika für Klinik und Praxis, Zett-Verlag, Steinen, ISBN 978-3-926770-12-7 (mit Hartmut Lode)
- 2002: Angewandte Infektiologie, Zett-Verlag, Steinen, ISBN 978-3-926770-05-9 (mit Hartmut Lode)